# Олексіївка (Брагінський район)
Олексіївка — (біл. вёска Аляксееўка), село (веска) в складі Брагінського району розташоване в Гомельській області Білорусі. Село підпорядковане Маложинській сільській раді і в ньому мешкає 256 осіб (станом на 2004 рік).
Село Олексіївка розташоване на південному сході Білорусі, у південній частині Гомельської області, за 10 кілометрів східніше від районного центру Брагіна.